# Jorge Vanegas Muñoz
Jorge Vanegas Muñoz (Guayaquil, 6 de septiembre de 1923 - ibídem, 6 de abril de 2003) fue un destacado poeta, novelista y periodista ecuatoriano. En 1975, ganó el Concurso Nacional de Poesía Ismael Pérez Pazmiño, concedido por el diario guayaquileño "El Universo", del cual fue su coordinador el poeta y periodista, también guayaquileño, Francisco Pérez Febres-Cordero.

## Biografía

### Primeros años
Nacido en Guayaquil, hijo de Rofolfo Vanegas Muñoz y Claudina Muñoz, quedó huérfano de madre a la edad de 12 años. Estudió sus primeros años en su ciudad natal, inicialmente en el Colegio Salesiano Cristóbal Colón, donde fue expulsado, pasando y terminando su secundaria en el colegio Vicente Rocafuerte.
Desde su vida colegial publicó poemas en las revistas "Nosotros" y "Juventud"  del Colegio Vicente Rocafuerte. Colaboró en diversos medios impresos del Ecuador, como  El Telégrafo, la Nación y el Universo.

### Integrante del movimiento literario "Madrugada"
Perteneció al denominado grupo “Madrugada”, movimiento literario conformado por poetas y escritores de varias regiones del Ecuador, emergido en 1944 a consecuencia de la circulación, en aquella época, de la revista “Madrugada”; cuya publicación, sin embargo, duró poco tiempo. Uno de los fundadores del grupo fue el escritor cuencano César Dávila Andrade.

### Cofundador del Comité de escritores ecuatorianos partidarios de la paz
Cofundó e integró el Comité de Escritores Ecuatorianos partidarios de la paz. Por lo cual, en 1958, junto al poeta y escritor Rafael Díaz Icaza, quien lo presidía, representó al Ecuador en el Congreso Mundial de Estocolmo por el Desarme y la Cooperación Internacional, convocado a celebrarse en aquella ciudad de Suecia, cuyo objetivo era evitar los problemas que causaba la Guerra Fría. 
Rafael Díaz Icaza, describiéndolo, se expresó de él, de esta manera: 

"Mañana, tarde y noche de toda su existencia, Jorge Vanegas respira un aire de poesía: trabaja para ella y dentro de ella con cuidadosa y paciente voluntad de santero, tallador, iluminador de imágenes".

Tras su viaje a Estocolmo reside en otras ciudades europeas como París, Nápoles, Roma, Barcelona y Madrid.
En 1964, retorna al Ecuador, luego de un recorrido que lo dejó en el puerto de La Guaira (Venezuela), prosiguiendo su viaje hasta Guayaquil por vía terrestre.

### Periodista
Trabajó en el periodismo y fue destacado como corresponsal en el norte de África y Medio Oriente. 

### Matrimonio
En 1967 contrajo nupcias con Gloria González y se radicó en Guayaquil.

### Director de la revista de poesía
Fue director de la revista de poesía Lagar.

### Integrante de centros de arte y cultura
Fue miembro: del Patronato Municipal de Bellas Artes de Guayaquil; de la Casa de la Cultura Ecuatoriana, Núcleo del Guayas, de la que además fue director de su editorial.

## Deceso
Falleció en Guayaquil, el 6 de abril de 2003, a los 79 años de edad.

## Obras más destacadas
- Los sangrientos estambres (1965).
- Esqueleto en abril (1967).
- Los escarabajos de un Virey (1968).
- El Bonzo de coral (1968).

## Otras obras
- La ciudad
- El poeta pequeño burgués
- Poema 1964
- Panamá
- Vietnam, te digo cosas...
- Las viñas de Europa
- Poema del hombre y su oscura sinfonía
- El coro de los arribistas
- Cuba y el amor
- Neruda
- Los malos sueños

## Premios
- Concurso Nacional de Poesía  Ismael Pérez Pazmiño del Diario El Universo, de Guayaquil - Año: 1975.

## Legado
Activista de la promoción poética, su ideal se encauzó a la obtención de la paz como anhelo superlativo que debe estar perennemente orientando la conducta y el quehacer de los artistas.
Parte de sus obras se encuentran recopiladas en el poemario intitulado Poemas escogidos; cuyo contenido fue publicado, en el año 1976, por la editorial de la Casa de la Cultura Ecuatoriana, Núcleo del Guayas, en el Volumen 19 de la Colección Letras del Ecuador. 